# 塔皮奧拉 (密西根州)
塔皮奧拉（英語：Tapiola）是美國密歇根州霍頓縣波爾塔格鎮區（Portage Township）一個非建制地區，距離基威瑙灣（Keweenaw Bay）約8英里（13）。這個地方由芬蘭人建立，並以芬蘭南部同名城鎮塔皮奧拉（芬蘭語：Tapiola）或芬兰神话中的森林之神塔皮奧命名。